# De Grunerie
De Grunerie is een voormalige buitenplaats in het Nederlandse dorp Oegstgeest, provincie Zuid-Holland. Het woongebouw is een gemeentelijk monument.

## Geschiedenis
In 1634 kocht Marcus Mamuchet (1575-1638) de boerderij met drie hectare land van Symon Willemsz. Tromper, om het nog datzelfde jaar aan zijn broer Johan Mamuchet, heer van Houdringe, over te dragen. Johan bouwde op het terrein een kasteelachtige buitenplaats die hij noemde naar het vroegere familielandgoed in Henegouwen. Hij breidde de buitenplaats uit door aanliggende gronden aan te kopen. Johan werd in 1669 door zijn zoon Johan Frederik (1652-1720) opgevolgd als eigenaar.

### Nieuwbouw
In 1754 was Jan André van Westrenen (†1790), heer van Sterkenburg, de eigenaar van De Grunerie. Hij had de buitenplaats geërfd van zijn moeder Johanna Catharina Mamuchet (1769-1800). Hij sloopte het bestaande hoofdgebouw en liet een nieuwe woning optrekken. Hij liet de buitenplaats in 1790 na aan zijn dochter Alida Jacoba (1748-1813).

### Bollenteelt
In 1805 werd de buitenplaats door Alida Jacobs in een openbare veiling verkocht aan Engelina Brethauer. Zij werd in 1829 opgevolgd door Jan Dobbe van Bergen, de waard van herberg Het Wapen van Oegstgeest en tevens metselaar. Hij begon met het omzetten van het park in cultuurgrond voor de bollenteelt, terwijl het huis als pension werd gebruikt.
De Grunerie wisselde in de 19e eeuw nog diverse malen van eigenaar.

### Verval en renovatie
In de 20e eeuw nam de omvang van De Grunerie verder af. Na de Tweede Wereldoorlog volgde een verkaveling van de gronden en naast de buitenplaats verrees in de jaren 50 de woonwijk Grunerie. Het gebouw raakte in de jaren 70 en 80 steeds verder verwaarloosd en was enige tijd in gebruik als studentenhuisvesting. In 1984 werd het huis aangekocht door een particulier, waarna het werd gerenoveerd.

## Beschrijving
De buitenplaats die Johan Mamuchet rond 1640 liet bouwen, was een kasteelachtig gebouw met torens en een slotgracht. Hoewel het oogde als een versterkt gebouw, had het geen enkele defensieve betekenis. Rond 1754 is dit gebouw afgebroken.
Het huidige witgepleisterde huis De Grunerie is rond 1754 gebouwd. Bij de verkoop in 1805 omvatte de buitenplaats - naast het hoofdgebouw - onder andere een koetshuis, bijgebouwen, watermolen, houtbossen en een boomgaard.
In de jaren 80 van de 20e eeuw is het huis gerenoveerd.